# Trichobius galei
Trichobius galei är en tvåvingeart som beskrevs av Wenzel 1966. Trichobius galei ingår i släktet Trichobius och familjen lusflugor. Inga underarter finns listade i Catalogue of Life.